# Успенское (Ливенский район)
Успе́нское — село, центр Галического сельского поселения Ливенского района Орловской области России.

## Географическое положение
Успенское расположено в восточной части Ливенского района, на левом берегу реки Сосна. Расстояние до города Ливны составляет 7 км, до областного центра города Орёл — 129 км.

## Население
| 2002 | 2010  |
| ---- | ----- |
| 1654 | ↘1618 |

## История
Село Галичье было основано казаками как слобода около 1796 года. Село носило название Галичье до середины XIX века, когда была построена церковь Успения в честь победы в Отечественной войне 1812 года. После этого село стало называться Успенское. В 1873 году в 4 км от села в сторону Ливен на левом берегу реки Сосны купец Адамов поставил семиэтажную мельницу, многие жители села трудились на ней.
В XIX веке село Успенское (Галичье) числилось казённым, в котором насчитывалось:
|               |  | 1866 г. | 1880 г. |  |  |  |
| дворов        |  | 203     | 333     |  |  |  |
| всего жителей |  | 1896    | 2586    |  |  |  |
| мужчин        |  | 926     |         |  |  |  |
| женщин        |  | 970     |         |  |  |  |

В начале XX века в селе имелось: волостное правление, православная церковь, школа, бумажная фабрика, базары 15 августа и 8 ноября.
В 1935 году церковь была разрушена, восстановлена в 2000 году.

## Инфраструктура
- Успенская средняя общеобразовательная школа имени В. Н. Мильшина[5]
- Социальный реабилитационный центр «Огонёк»[6]
- Дом социального обслуживания ветеранов «Успенский»[7]
- Дом культуры[8]
- Библиотека
- Фельдшерско-акушерский пункт

## Известные люди
- Ревякин, Яков Алексеевич — крестьянин, депутат Государственной думы II созыва